# Rajada de cua espinosa
La rajada de cua espinosa (Bathyraja spinicauda) és una espècie de peix de la família dels raids i de l'ordre dels raïformes.

## Morfologia
- Els mascles poden assolir 170 cm de longitud total.
- Té una renglera d'espines llargues a la part dorsal de la cua.[4][5]

## Reproducció
És ovípar i les femelles ponen càpsules d'ous, les quals presenten com unes banyes a la closca.

## Hàbitat
És un peix marí i d'aigües profundes (73°N-40°N) que viu entre 140-1.463 m de fondària.

## Distribució geogràfica
Es troba a l'oceà Atlàntic: el Canadà, les illes Fèroe, Groenlàndia, Islàndia, Noruega (incloent-hi Svalbard), Rússia, la Gran Bretanya i els Estats Units.

## Costums
És bentònic.

## Observacions
És inofensiu per als humans.